# Sadik Mujkič
Sadik Mujkič (* 29. Februar 1968 in Jesenice) ist ein ehemaliger slowenischer Ruderer, der bis 1990 für Jugoslawien antrat. Er gewann zwei olympische Bronzemedaillen, je eine für Jugoslawien und für Slowenien.

## Sportliche Karriere
Sadik Mujkič gewann zusammen mit Sašo Mirjanič im Zweier ohne Steuermann den Titel bei den Junioren-Weltmeisterschaften 1986. Bei den Olympischen Spielen 1988 trat er zusammen mit Bojan Prešern im Zweier ohne Steuermann an und gewann die Bronzemedaille hinter den Booten aus dem Vereinigten Königreich und aus Rumänien. Die beiden belegten im Jahr darauf den sechsten Platz bei den Weltmeisterschaften. 1990 ruderte Mujkič bei den Weltmeisterschaften im Vierer ohne Steuermann und belegte den siebten Platz.
Nach der Unabhängigkeit Sloweniens starteten Janez Klemenčič, Sašo Mirjanič, Milan Janša und Sadik Mujkič im Vierer ohne Steuermann für Slowenien bei den Olympischen Spielen 1992. Hinter den Australiern und den US-Ruderern erkämpften die Slowenen die Bronzemedaille. 1993 ruderte Sadik Mujkič im Zweier mit Steuermann und belegte den siebten Platz bei den Weltmeisterschaften. Mit dem slowenischen Vierer ohne Steuermann erreichte Mujkič 1994 den vierten Platz bei den Weltmeisterschaften, 1995 belegten die Slowenen den achten Platz. Bei den Olympischen Spielen 1996 saßen Denis Žvegelj, Klemenčič, Janša und Mujkič im slowenischen Vierer, der als viertes Boot hinter Australiern, Franzosen und Briten ins Ziel kam. Bei den Weltmeisterschaften 1997 belegte der slowenische Vierer erneut den vierten Platz.